# ITER
ITER (engleski International Thermonuclear Experimental Reactor) je međunarodni istraživački i inženjerski projekt na polju nuklearne fuzije, koji trenutno gradi najveći svjetski i najnapredniji eksperimentalni tokamak nuklearni fuzijski reaktor u mjestu Cadarache na jugu Francuske. Cilj ITER-a je napraviti prijelaz od eksperimentalnih studija iz plazma fizike, do električnih elektrana punog proizvodnog kapaciteta, na fuzijski pogon. Projekt financira i vodi sedam članica: Europska unija (EU), Indija, Japan, Narodna Republika Kina, Rusija, Južna Koreja i SAD. EU dio sudjeluje s 45% u troškovima, dok ostale članice daju po 9% doprinosa, svaka
Sam ITER fuzijski reaktor je dizajniran da proizvodi 500 megavata izlazne snage s 50 megavata ulazne snage, odnosno da proizvede 10 puta više energije, nego što je potrošio. Za ovaj reaktor se očekuje da pokaže princip dobivanja više energije iz fuzijskog procesa, nego što je u procesu utrošeno za pokretanje. Izgradnja postrojenja je počela 2007., a prva plazma se očekuje 2019. Kada ITER proradi, postat će najveći eksperiment u fizici magnetskog zarobljavanja plazme, koji je u upotrebi, nadmašujući Joint European Torus. Prva komercijalna eksperimentalna fuzijska elektrana, nazvana DEMO, je predviđena da slijedi nakon projekta ITER, da donese energiju na komercijalno tržište.

## Gorivo
Goriva koja se koriste u ITER-u prerađivat će se u zatvorenom ciklusu.
Fuzijska reakcija u ITER Tokamaku pokreću se deuterijem i tritijem, dva izotopa vodika. ITER će biti prvi stroj za fuziju u potpunosti dizajniran za rad deuterij-tritij. Puštanje u pogon odvijat će se u tri faze: vodikova obrada, zatim deuterijska obrada i napokon puna deuterij-tritijeva.
Planirano je da gorivo u reaktoru budu izotopi vodika deuterij i tricij, koji se međusobno sudaraju i stvaraju helij pri temparaturama od 108 °C.
{\displaystyle ._{1}^{2}H+._{1}^{3}H\rightarrow ._{2}^{4}He+._{0}^{1}n+17,6{\mbox{ MeV}}}
Kinetička energija je tako podijeljenja da neutroni dobivaju 14 MeV a helij 3,6 MeV. Ista reakcija se koristi kod nuklearnog oružja. Pošto je vrlo teško kontrolirati oslobađanje neutrona (dio odlazi na stvaranje novog tricija u reaktoru, a ostatak se taloži na zidovima reaktora praveći radioaktove supstance), predložena je uporaba helija-3. Vodik postoji u neograničenim količinama, za razliku od helija-3 koji se teško pronalazi na Zemlji.